# Церковь Рождества Пресвятой Богородицы (Нижний Вербиж)
Церковь Рождества Пресвятой Богородицы (укр. Церква Різдва Пресвятої Богородиці) — деревянная церковь в селе Нижний Вербиж Коломыйского района Ивано-Франковской области, построенная в 1756—1808 годах. Памятник архитектуры и монументального искусства. 21 июня 2013 на 37-й сессии Комитета Всемирного наследия ЮНЕСКО, проходившей в Камбодже, церковь Рождества Пресвятой Богородицы, вместе с другими деревянными церквями Карпатского региона, была включена в список всемирного наследия ЮНЕСКО.

## История
Церковь Рождества Пресвятой Богородицы расположена в западной части села на склоне холма. По преданию, нынешнюю церковь Рождества Пресвятой Богородицы построил на опришковские деньги Григор Мельник, который прожил 114 лет и тут же возле церкви похоронен. В связи со строительством церкви австрийский император Фердинанд наградил Мельника Малой золотой медалью «За заслуги». Местные краеведы Михаил Ласийчук и Иван Лудчак считают, что строительство церкви началось в 1756 году.
По мнению исследовательницы Надежды Бабий, церковь Рождества Богородицы в селе Нижний Вербиж не относится к типологической группе гуцульских деревянных сооружений, а повторяет формы сакральных сооружений Подолья и Слобожанщины.